# Albert Herrmann (Geograph)
Albert Adolf Ludwig Roland Herrmann (* 20. Januar 1886 in Hannover; † 19. April 1945 in Pilsen) war ein deutscher historischer Geograph. Sein Spezialgebiet waren die antike Geographie des Mittelmeerraums und die chinesische Geographie.

## Leben und Werk
Albert Herrmann, ein Sohn des Gymnasialdirektors Geheimrat Konrad Herrmann (1844–1910) und seiner Ehefrau Elisabeth (geb. Eberhard), besuchte das Königliche Gymnasium in Lingen an der Ems, das sein Vater leitete. Nach der Reifeprüfung im Jahr 1904 studierte er zunächst Geschichte, Geographie und deutsche Philologie an der Universität Göttingen. Das Wintersemester 1906/1907 verbrachte er an der Humboldt-Universität zu Berlin und setzte danach sein Studium in Göttingen fort. Die meisten Anregungen empfing Herrmann während des Studiums von dem Geographen Hermann Wagner. 1909 wurde er in Göttingen mit einer Studie zum Verlauf der Seidenstraße (die 1910 in gedruckter Form erschien) zum Dr. phil. promoviert. Im Jahr darauf bestand er das Staatsexamen für das höhere Lehramt.
Nach dem Seminarjahr am Kaiserin-Augusta-Viktoria-Gymnasium in Linden und dem Probejahr am Goethe-Gymnasium und an der Bismarckschule in Hannover vertiefte Herrmann seine Studien am Orientalischen Seminar der Humboldt-Universität zu Berlin, wo er 1915 das Diplom für orientalische Sprachen erwarb. Im Ersten Weltkrieg wurde er nicht eingezogen, weil er bei der Musterung für untauglich befunden wurde. Ab dem 7. Oktober 1915 arbeitete Herrmann als wissenschaftlicher Hilfslehrer an der Leibniz-Oberrealschule in Charlottenburg. Ein Jahr später wurde er als Oberlehrer angestellt.
Neben dem Schuldienst widmete sich Herrmann wissenschaftlichen Studien. Er wurde Mitglied der Geographischen Gesellschaft zu Berlin und der Deutschen Morgenländischen Gesellschaft. Im Jahr 1923 habilitierte er sich an der Berliner Universität für historische Geographie und hielt seitdem Vorlesungen ab. Am 1. Oktober 1933 wurde er in den Ruhestand versetzt und verließ damit den Schuldienst. 
An der Universität wurde er 1934 zum nichtbeamteten außerordentlichen Professor ernannt. Zum 1. April 1939 wurde sein Lehrauftrag auf historische Geographie der Mittelmeerländer im Altertum und des Fernen Ostens erweitert.
Herrmanns Leistung als Geographiehistoriker liegt besonders im Gebiet der chinesischen Geographie, zu der er grundlegende Forschungsarbeiten veröffentlichte. Das bekannteste Werk ist der Historical and Commercial Atlas of China (1935), der weltweit in Gebrauch war. Seine Thesen zur Lokalisierung der antiken Stätten Atlantis (in Nordafrika) und Tartessos (in Chott el Djerid) wurden in der Fachwelt als exzentrisch angesehen und weitgehend abgelehnt. Er steuerte auch 577 Artikel vor allem zu asiatischen Geographika (etwa indischen Orten) zu Paulys Realencyclopädie der classischen Altertumswissenschaft (RE) bei.
Albert Herrmann starb am 19. April 1945 – kurz vor dem Ende des Zweiten Weltkriegs – im Alter von 59 Jahren an den Folgen eine Bombenangriffs auf den Bahnhof in Pilsen. Da seine beiden Kinder, ein Sohn und eine Tochter, bereits zuvor gestorben waren, hinterließ er nur seine zweite Ehefrau Elisabeth (geb. Knaak), die er als junger Witwer 1923 geheiratet hatte. 

## Schriften (Auswahl)

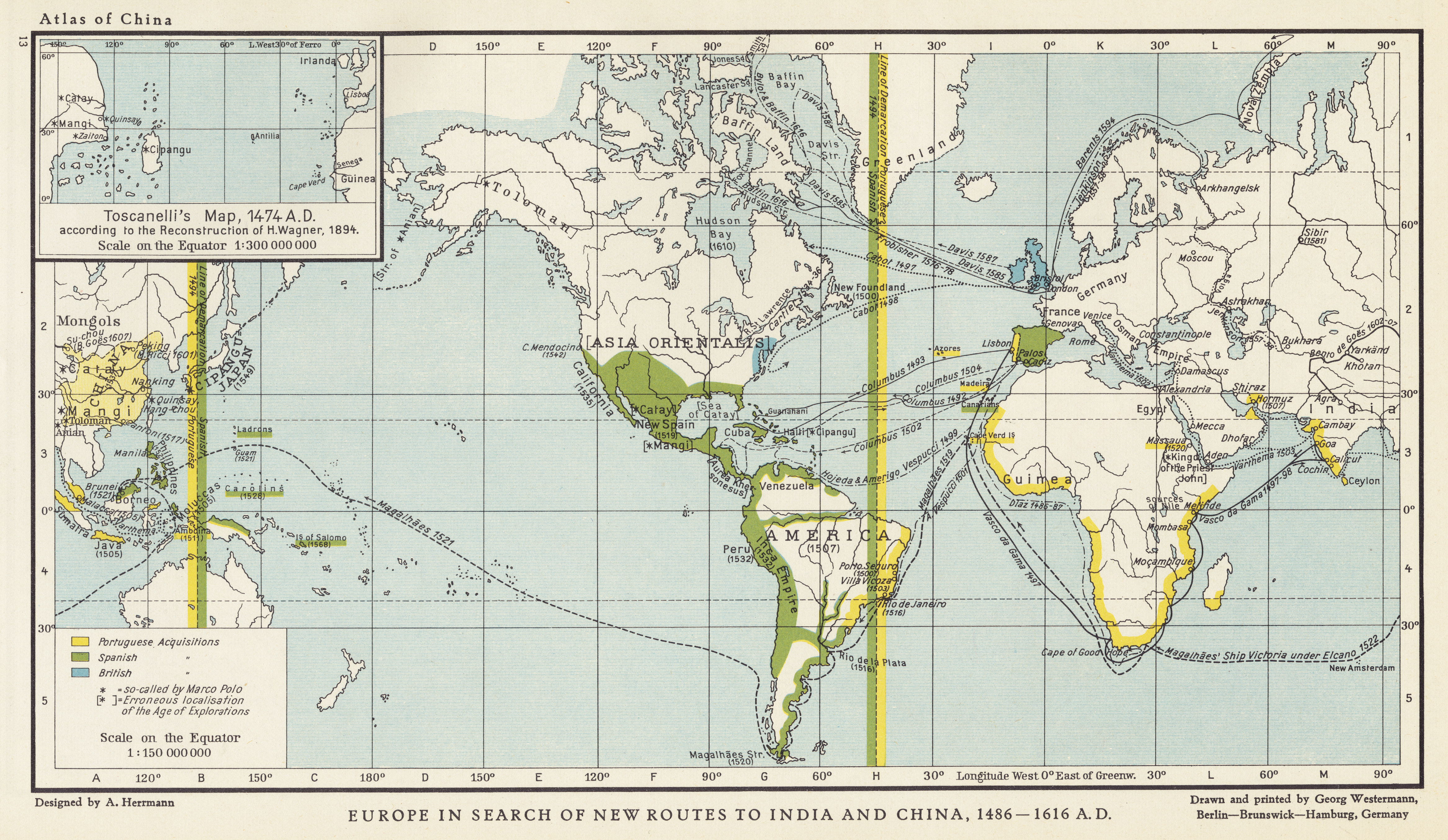
Karte mit Erkundungen neuer Routen nach Indien und China 1486–1616 in Herrmanns Atlas von China, 1935

- Die alten Seidenstraßen zwischen China und Syrien. Aus dem zweiten Buch: Zentralasien nach Ssĕma-Tsi’en und in den Annalen der Han-Dynastie. Göttingen 1910 (Dissertation)
- Die alten Seidenstraßen zwischen China und Syrien. Beiträge zur alten Geographie Asiens. Berlin 1910 (Quellen und Forschungen zur alten Geschichte und Geographie 21; erweiterte Dissertation). Nachdruck 1977
- Alte Geographie des unteren Oxusgebiets. Berlin 1914
- Die Verkehrswege zwischen China, Indien und Rom um 100 nach Chr. Geburt. Leipzig 1922
- Marco Polo: Am Hofe der Großkhans. Reisen in Hochasien und China. Leipzig 1924. Neuausgabe Leipzig 1949. 2. Auflage, Leipzig 1951
- Die Irrfahrten des Odysseus. Berlin 1926
- Die Erdkarte der Urbibel: Mit einem Anhang über die Tartessos- und die Etruskerfrage. Braunschweig 1931
- Lou-lan: China, Indien und Rom im Lichte der Ausgrabungen am Lobnor. Leipzig 1931
  - Japanische Übersetzung von Matsuda Hisao: Rô-ran: Ryûsha ni umoreta ôto. Tokyo 1969
- Unsere Ahnen und Atlantis. Berlin 1934. Nachdruck Steinkirchen 1985
- Historical and commercial Atlas of China. Cambridge und Leipzig 1935 (Link zum Digitalisat)
- Das Land der Seide und Tibet im Lichte der Antike. Leipzig 1938. Nachdruck Amsterdam 1968
- Die ältesten Karten von Deutschland bis Gerhard Mercator. Leipzig 1940